# Parfondrupt
Parfondrupt é uma comuna francesa na região administrativa de Grande Leste, no departamento de Meuse. Estende-se por uma área de 8,53 km². Em 2010 a comuna tinha 43 habitantes (densidade: 5 hab./km²).